# 遊☆戯☆王デュエルモンスターズ4 最強決闘者戦記
『遊☆戯☆王デュエルモンスターズ4 最強決闘者戦記』（ゆうぎおうデュエルモンスターズフォー バトル オブ グレイト デュエリスト）は、2000年12月7日にコナミから発売されたゲームボーイカラー専用の遊☆戯☆王オフィシャルカードゲーム デュエルモンスターズを題材としたゲームソフトである。

## 概要
遊☆戯☆王デュエルモンスターズシリーズ第4作目。原作のバトルシティ編の世界観を再現している。このシリーズから番号表記が算用数字となった。

「遊戯デッキ」「城之内デッキ」「海馬デッキ」の3バージョンが発売され、バージョンによって使用できるカードが異なる。遊☆戯☆王のゲームでバージョン違いが存在するのは本作のみであり、それぞれのキャラが原作で使用しているカードをメインに使えるようになっている。バージョンによってバランスが大きく異なり、罠カードが多種使える城之内デッキに対して、遊戯デッキは罠カード、フィールド魔法がほとんど使えず、効果モンスターが多く使えるようになっている。基本的なシステム、BGMは前作の流用である。カードの総数は900枚だが、デッキごとに使えないカードの他にCPUのみが使えるカードがあるなど、実際に使える枚数は前作に比べると大幅に減少している。
神のカードが初回特典として付属したが、カードの裏側がOCGと異なるため、OCGで使用することは不可能である。またバージョンごとに付属カードも異なる。それぞれのデッキには5種類のカードのうち3種類が封入されており、付属カードは全18種類となっている。
パスワードで戦うことのできるデュエリストが増えるが、パスワードは攻略本にしか載っておらず、パスワード無しでは11人しかデュエリストが存在しない。また、パスワードを入力しても「遊戯デッキ」では「やみ・ゆうぎ」、「城之内デッキ」では「マリク」、「海馬デッキ」では「やみ・ばくら」と対戦することはできない。
3バージョンに分けて相互互換のソフトを発売し、神のカードを特典として付加価値を付ける商法を批判する書籍もある。

## 主な変更点
当時採用されていた新エキスパートルールとは異なり、通常召喚できるモンスターは元々の攻撃力・守備力の数値がともに1400未満のモンスターのみとなっている。それに合わせてモンスターのレベルが全て設定し直されており、どちらかが1400以上になると1体、2050以上になると2体、2800以上では3体のモンスターを生贄に捧げないと召喚できない。「青眼の白龍」は神のカードと召喚条件が同じになり、大変扱い難いものになってしまっている。優劣を受けない神魔族モンスターは、一部例外を除き儀式魔法を使うことで召喚可能だが、CPUは儀式魔法無しで召喚・生贄召喚できるという仕様になっている。プレイヤーも、使用するデッキで扱える神のカードのみ、生贄召喚できる。
墓地の概念が登場し、死者蘇生などのカードが追加された。罠カードは発動するまで場に残るようになったが、伏せることのできるカードは1枚のままである。また、モンスターのカードレベルは『II』・『III』と比べて軒並み上昇しているため、デッキキャパシティが限られたルールの存在する通信対戦では、単体で強力なモンスターを入れることが難しくなっている。そのため、低攻撃力のモンスター同士でも強力なモンスターを生み出せる融合召喚の重要性が前作より上昇している。神のカードが初登場した。ただし、「オシリスの天空竜」は遊戯デッキ、「オベリスクの巨神兵」は海馬デッキ、「ラーの翼神龍」は城之内デッキのみそれぞれ使用可能という仕様になっており、しかも自分のバージョンで使用できる神のカードは他のバージョンからの通信交換でなければ入手できない。神のカードを含む特定のカードはペガサスに5回勝つことで使用可能になる。

## 登場人物

### 主人公
武藤遊戯（むとう ゆうぎ）
遊戯デッキの主人公。プレイヤーが操作することになる。
城之内克也（じょうのうち かつや）
城之内デッキの主人公。プレイヤーが操作することになる。
海馬瀬人（かいば せと）
海馬デッキの主人公。プレイヤーが操作することになる。

### ステージ1
- 梶木漁太（かじき りょうた）
- シモン・ムーラン
- エスパー絽場（エスパーろば）
- 竜崎（りゅうざき）
- インセクター羽蛾（インセクターはが）

### ステージ2
- レアハンター
- パンドラ
- イシズ
- 人形（にんぎょう）

### ラスボス
- ペガサス・J・クロフォード
5勝すると1度だけエンディングのパスワードを教えてくれる。

### 闇デュエリスト
ペガサスに5勝後に、パスワードを入力することで戦う相手が変わる。
- 孔雀舞（くじゃく まい）
- キース
- 闇遊戯（やみゆうぎ）
遊戯デッキでは戦うことはできない。
- 闇獏良（ばくらりょう）
海馬デッキでは戦うことはできない。
- マリク・イシュタール
城之内デッキでは戦うことはできない。

### 番外ステージ
闇ステージとは違い、ゲーム開始時でもパスワードを入力することで戦う相手が変わる。
- カイザー海馬（カイザーうみうま）
- ごんぶとり遊戯（ - ゆうぎ）

### その他の登場人物
- 真崎杏子（まざき あんず）
デュエルに勝つとランダムにカードを1枚プレゼントしてくれる。
- 武藤双六（むとう すごろく）
パスワードを入力することで、杏子の後にカードをもう1枚プレゼントしてくれるようになる。貰えるカードは魔法・罠・儀式の3種類からランダム。

## 同梱カード
「磁石の戦士γ」、「破壊輪」、「マジックアーム・シールド」、「ドラゴンに乗るワイバーン」、「磁石の戦士マグネット・バルキリオン」、「ブラッド・ヴォルス」のパラレルレアは通常版にのみ付属している。

### 遊戯デッキ
- オシリスの天空竜 - 初回特典
- イタクァの暴風
- 魔封じの芳香
- 催眠術
- 磁石の戦士γ
- 破壊輪

### 城之内デッキ
- ラーの翼神竜 - 初回特典
- セベクの祝福
- 竜殺しの剣
- 攻撃の無力化
- マジックアーム・シールド
- ドラゴンに乗るワイバーン

### 海馬デッキ
- オベリスクの巨神兵 - 初回特典
- アクアの合唱
- フォース
- 旧神の印
- 磁石の戦士マグネット・バルキリオン
- ブラッド・ヴォルス

### 攻略本同梱カード
- バフォメット[10] - 上巻同梱カード
- 有翼幻獣キマイラ[11] - 下巻同梱カード

## 関連書籍
- 遊☆戯☆王デュエルモンスターズ4 最強決闘者戦記（バトル オブ グレイト デュエリスト）-ゲームボーイカラー版（上巻）キャンペーン攻略極意（Vジャンプブックス-ゲームシリーズ）（2000年12月7日発行、ISBN 978-4-08-779084-9）
- 遊☆戯☆王デュエルモンスターズ4 最強決闘者戦記（バトル オブ グレイト デュエリスト）-ゲームボーイカラー版（下巻）通信対戦奥義（Vジャンプブックス-ゲームシリーズ）（2000年12月21日発行、ISBN 978-4-08-779088-7）